# كاتي ستيفنز
كاثرين ماري «كاتي» ستيفنز (بالإنجليزية: Katie Stevens)‏ (ولدت في 8 ديسمبر 1992) ممثلة ومغنية أمريكية اشتهرت بظهورها في الموسم التاسع من برنامج أمريكان أيدول. وبطولة المسلسل التلفزيوني تزييفه وجين سلون في فيلم نوع جريئة.

## نشاتها
نشأت ستيفنز في ميدلبري، كونيتيكت، مع والديها مارك وكلارا ستيفنز. تخرجت من مدرسة بومبيروغ الثانوية في ساوثبري في يونيو 2010.

## روابط خارجية
- Katie Stevens at the إم تي في
- Katie Stevens at أمريكان آيدول
- كاتي ستيفنز على موقع IMDb (الإنجليزية)
- كاتي ستيفنز على موقع روتن توميتوز (الإنجليزية)
- كاتي ستيفنز على موقع ألو سيني (الفرنسية)
- كاتي ستيفنز على موقع ميوزك برينز (الإنجليزية)
- كاتي ستيفنز على موقع أول موفي (الإنجليزية)
- كاتي ستيفنز على موقع قاعدة بيانات الفيلم (الإنجليزية)
- كاتي ستيفنز على موقع كينوبويسك (الروسية)